# Matricaria
Chi Cúc mẫu (danh pháp khoa học: Matricaria) là một chi thực vật có hoa trong họ Cúc (Asteraceae).

## Danh sách các loài
Chi Matricaria gồm các loài:
- Matricaria aserbaidshanica Rauschert
- Matricaria aurea (Loefl.) Sch.Bip.
- Matricaria australis (Pobed.) Rauschert
- Matricaria brachyglossa Benth. & Hook.f.
- Matricaria breviradiata (Ledeb.) Rauschert
- Matricaria chamomilla L. - Cúc La Mã
- Matricaria courrantia DC.
- Matricaria decipiens (Fisch. & Mey.) K.Koch
- Matricaria elongata (DC.) Hand.-Mazz.
- Matricaria grossheimii Rauschert
- Matricaria hookeri (Sch.Bip.) Czerep.
- Matricaria karjaginii Rauschert
- Matricaria lasiocarpa Boiss.
- Matricaria matricarioides (Less.) Porter
- Matricaria occidentalis Greene
- Matricaria rupestris Rauschert
- Matricaria sevanensis (Manden.) Rauschert
- Matricaria subpolaris (Pobed.) Holub
- Matricaria szowitzii (DC.) Rauschert
- Matricaria tchihatchewii (Boiss.) Voss
- Matricaria tetragonosperma (F.Schmidt) Hara & Kitam.
- Matricaria transcaucasica (Manden.) Rauschert